# Oblężenie Mediny (1053–1054)
Oblężenie Mediny – nieudany atak Bizantyńczyków na muzułmańskie miasto Medina (dziś: Mdina) na Malcie w roku 1053 lub 1054. Muzułmańscy mieszkańcy miasta i ich niewolnicy zdołali odeprzeć mocniejsze siły bizantyńskie, które wycofały się z ciężkimi stratami. Po oblężeniu, niewolnicy, którzy pomagali w obronie przeciw najeźdźcom, zostali obdarzeni wolnością, a Bizancjum już nigdy nie próbowało odbić wyspy.

## Tło historyczne
Miasto Medina zostało zbudowane na miejscu bizantyńskiego miasta Melite, które zostało zdobyte i zburzone przez Aghlabidów w roku 870. Jak podaje kronikarz al-Himyarī, osada została założona w roku 1048 lub 1049 przez muzułmanów i ich niewolników. Dowody archeologiczne sugerują, że już na początku XI wieku Medina była kwitnącą muzułmańską osadą. Zatem 1048-49 może być datą, kiedy miasto zostało oficjalnie założone, a jego mury zbudowane.

## Oblężenie
W roku 445 KM (1053-54 n.e.) Cesarstwo Bizantyńskie zaatakowało niedawno zbudowaną muzułmańską osadę na Malcie „z wieloma okrętami i w wielkiej ilości”. Miasto Medina zostało otoczone; jego mieszkańcy poprosili o łaskę, lecz Bizantyńczycy odmówili. Muzułmanie mieli jedynie 400 mężczyzn, lecz mieli też niewolników, przewyższających ich liczebnie. Zaoferowali im więc wolność, a swoje córki jako żony, jeśli ci pomogą im odeprzeć najeźdźców.
Niewolnicy przystali na te warunki i przygotowano atak na wojska bizantyńskie. Najeźdźcy rozpoczęli szturm na drugi dzień, lecz po ciężkiej walce zostali odparci „i uciekli pokonani bez oglądania się wstecz”. Bizantyńczycy próbowali uciec z wyspy, lecz większość z nich zginęła i tylko jeden okręt zdołał odpłynąć. Pozostałe okręty zostały przejęte przez muzułmanów. Niewolnicy odzyskali wolność zgodnie z umową, a Bizancjum już nigdy nie próbowało odebrać Malty.

## Analiza źródeł
Większość szczegółów na temat oblężenia Mediny znanych jest z dzieła, autorstwa Muhammada bin 'Abd al-Mun'im al-Himyarīego, Kitab al-Rawd al-Mitar, pochodzącego z XV wieku. Relacja Al-Himyarīego została odkryta w roku 1931, jej pierwsze pełne wydanie zostało opublikowane w roku 1975 w Bejrucie. Urywek dotyczący Malty pozostawał nieznany, aż do przetłumaczenia na język angielski w roku 1990. Jest to jedno z najbardziej szczegółowych źródeł dotyczących oblężenia.
Relacja z oblężenia nie podaje jasno, jakie było pochodzenie etniczne niewolników, którzy pomogli muzułmanom odeprzeć najeźdźców. Źródło sugeruje, że nie byli to muzułmanie i prawdopodobnie nie byli Arabami, choć przypuszczalnie znali język arabski. Być może byli to Sycylijczycy lub słowiańscy chrześcijanie, albo też chrześcijanie, którzy przeszli na islam i byli oni prawdopodobnie zasymilowani z mieszkańcami Malty, ocalałymi z masakry w roku 870.
Miasto w końcu zostało zdobyte przez Rogera I podczas najazdu Normanów na Maltę w roku 1091.